# Boitron (Sena i Marne)
Boitron és un municipi francès, situat al departament del Sena i Marne i a la regió d'Illa de França. L'any 2007 tenia 381 habitants.
Forma part del cantó de Coulommiers, del districte de Provins i de la Comunitat de comunes dels Deux Morin.

## Demografia

### Població
El 2007 la població de fet de Boitron era de 381 persones. Hi havia 129 famílies, de les quals 25 eren unipersonals (4 homes vivint sols i 21 dones vivint soles), 50 parelles sense fills i 54 parelles amb fills.
La població ha evolucionat segons el següent gràfic:
Habitants censats

### Habitatges
El 2007 hi havia 162 habitatges, 134 eren l'habitatge principal de la família, 23 eren segones residències i 5 estaven desocupats. Tots els 162 habitatges eren cases. Dels 134 habitatges principals, 119 estaven ocupats pels seus propietaris, 13 estaven llogats i ocupats pels llogaters i 2 estaven cedits a títol gratuït; 2 tenien una cambra, 7 en tenien dues, 15 en tenien tres, 27 en tenien quatre i 82 en tenien cinc o més. 105 habitatges disposaven pel capbaix d'una plaça de pàrquing. A 51 habitatges hi havia un automòbil i a 74 n'hi havia dos o més.

### Piràmide de població
La piràmide de població per edats i sexe el 2009 era:
| Homes | Edats   | Dones |
| ----- | ------- | ----- |
| 0     | 95 o +  | 0     |
| 0     | 90 a 94 | 2     |
| 1     | 85 a 89 | 1     |
| 1     | 80 a 84 | 2     |
| 1     | 75 a 79 | 3     |
| 4     | 70 a 74 | 1     |
| 5     | 65 a 69 | 9     |
| 9     | 60 a 64 | 6     |
| 9     | 55 a 59 | 6     |
| 13    | 50 a 54 | 13    |
| 23    | 45 a 49 | 18    |
| 15    | 40 a 44 | 12    |
| 13    | 35 a 39 | 12    |
| 11    | 30 a 34 | 14    |
| 9     | 25 a 29 | 14    |
| 9     | 20 a 24 | 10    |
| 14    | 15 a 19 | 10    |
| 7     | 10 a 14 | 12    |
| 11    | 5 a 9   | 13    |
| 8     | 0 a 4   | 14    |

## Economia
El 2007 la població en edat de treballar era de 266 persones, 203 eren actives i 63 eren inactives. De les 203 persones actives 183 estaven ocupades (95 homes i 88 dones) i 20 estaven aturades (10 homes i 10 dones). De les 63 persones inactives 23 estaven jubilades, 25 estaven estudiant i 15 estaven classificades com a «altres inactius».

### Ingressos
El 2009 a Boitron hi havia 127 unitats fiscals que integraven 356 persones, la mediana anual d'ingressos fiscals per persona era de 20.202 €.

### Activitats econòmiques
Dels 14 establiments que hi havia el 2007, 1 era d'una empresa extractiva, 1 d'una empresa de fabricació d'altres productes industrials, 4 d'empreses de construcció, 2 d'empreses de comerç i reparació d'automòbils, 1 d'una empresa de transport, 1 d'una empresa immobiliària, 3 d'empreses de serveis i 1 d'una entitat de l'administració pública.
Dels 4 establiments de servei als particulars que hi havia el 2009, 1 era un taller de reparació d'automòbils i de material agrícola, 1 paleta, 1 electricista i 1 empresa de construcció.
L'únic establiment comercial que hi havia el 2009 era una floristeria.

## Equipaments sanitaris i escolars
El 2009 hi havia una escola elemental integrada dins d'un grup escolar amb les comunes properes formant una escola dispersa.

## Poblacions més properes
El següent diagrama mostra les poblacions més properes.